# Pentila congoensis
Pentila congoensis är en fjärilsart som beskrevs av James John Joicey och Talbot 1821. Pentila congoensis ingår i släktet Pentila och familjen juvelvingar. Inga underarter finns listade i Catalogue of Life.